# 小林優美 (歌手)
小林 優美 （こばやし ゆみ、1976年2月17日 - ）は、日本の茨城県出身の女性歌手、タレント。

## 略歴
1997年、テレビ東京「ASAYAN」の出演を機にAISの一員からABYSS（アビス）として徳間ジャパンコミュニケーションズよりメジャー・デビュー。
1999年、台湾の小蟲（本名: 陳煥昌 / Johnny Chen）のプロデュースによりシングル「Why」をリリースして、台湾のチャートで2位を獲得する。2003年より台湾での芸能活動を本格的に始めて、ドラマやCMに出演するようになった。
2007年、佐藤麻衣と共に吉本興業台北事務所へ移籍し、マルチタレントとして幅広く活動。
2010年1月13日付の公式ブログにて、貿易会社を経営している一般男性と2009年12月24日に、入籍。妊娠7ヶ月との事を報告。
2015年からShangri-la’s secretオーナーとして代表就任。飲食店経営に携わる。
2020年にはASIAN beauty producerとして、日本とアジアの美容に携わるプロデュースを手がけている。

## ディスコグラフィ

### シングル
|     | リリース日     | タイトル           | 収録曲 | 備考                                                                                               |
| --- | -------------- | ------------------ | --- | -------------------------------------------------------------------------------------------------- |
| 1st | 1997年5月8日   | LOOP               | 1. LOOP（Trance TK Mix） 2. LOOP（Trance T2ya mix） 3. LOOP（Back Track）                                                             | オリコン最高50位                                                                                   |
| 2nd | 1997年8月21日  | Mirage             | 1. Mirage 2. Mirage（space cowgirl mix） 3. Mirage（back track）                                                                      | テレビ朝日系「ウッチャンナンチャンの炎のチャレンジャー これができたら100万円!!」エンディングテーマ |
| 3rd | 1997年11月21日 | love is love       | 1. love is love 2. Show me your love（M-1 Remix） 3. love is love（back track）                                                       | 「Show me your love」は1曲目のリミックス                                                           |
| 4th | 1998年4月8日   | キスしてほしかった | 1. キスしてほしかった 2. Just one love（M-1 Re-mix） 3. キスしてほしかった（featuring voice mix） 4. キスしてほしかった（back track） | 「Just one love」は1曲目のリミックス                                                               |
| 5th | 1998年6月24日  | Blue rain          | 1. Blue rain 2. Blue rain（logical hysteria mix） 3. Blue rain（back track）                                                          | テレビ東京系「風の娘たち」エンディング曲                                                           |
| 6th | 1998年9月23日  | ユメの果て         | 1. ユメの果て 2. カスタネット 3. ユメの果て（back track）                                                                             | カップリングに初めてオリジナル曲が収録される                                                       |
| 7th | 1999年9月8日   | WHY                | 1. WHY 2. B O RIGHT 3. WHY（INSTRUMENTAL）                                                                                            | レコード会社移籍1枚目・台湾で先行リリース、日本でも2ヶ月遅れで発売                                 |

「小林優美」名義
- OZWORLDシングル「侵略－the Chariots VII－」C/W「永遠のRemake」（2000年・WOWOW『銀装騎攻オーディアン』前期ED曲）。
- シャーマンキングドラマCD収録・OP曲「silentweapon」（2000年）

### アルバム
- in the wonder world （1997年12月26日）

1. ～lake in neverland～
2. love is love [3rdシングル。「wonder version」として収録]
3. ～wind forest～
4. mirage [2ndシングル]
5. ～breathing in the basement～
6. selfish
7. ～big apple shuffle～
8. sunday
9. ～echoes in the ashtray～
10. obscure moon
11. ～bridge over sweet music～
12. loop [デビューシングル]
13. ～squall on the rainbow～
14. you don't know
15. ～kitchen in the daylight～
16. one fine day
17. ～preparation～
18. tender is the night

[Instrumental（斜体で記載）と歌を交互に収録]

### VHS
- Reflections ~Single crip collection~　（1998年9月23日）

1. LOOP
2. Mirage
3. love is love
4. キスしてほしかった
5. Blue rain

[6thシングル「ユメの果て」と同時リリースだが同曲は収録されていない。
正しいスペルはClipと思われるが、パッケージにはCripと記載されている。]

## 出演

### テレビ番組
- ASAYAN（テレビ東京、1997年）
  - 1998年から1999年のつんくプロデュースのユニットオーディション企画にてサンフランシスコで合宿オーディションに参加、この企画がきっかけとなり、台湾のプロデューサーからデビューのオファーがあり、日本人歌手として初の、台湾レコード会社所属アーティストとなり台湾デビューが決まる。
- とどけ おいらの昔革命（サンテレビ、1997年） 司会
- M-Voice（テレビ大阪、1997年 - 1999年） 司会
- アイドルをさがせ!（テレビ東京、2001年）
- 家有日本妻（臺灣民視、2003年）
- 浪淘沙（民視無線台、2004年）光子役
- 優美の台湾（JET TV、2005年）メイン司会
- 約會不會（JET TV、2007年）メイン司会
- 彩色寧靜海（客家電視台、2008年）ヒロイン　ゆき役
- 優美の生活（國興衛視台、2008年）メイン司会
- 華麗的挑戰（八大電視台、2011年)

### イベント
- 日本青年友好使者代表団として中国訪問（2009年）
- 東京ガールズコレクション
  - TGC北京出演（北京・2010年）
  - TGC上海出演（上海・2011年）
- super girls FESTA Taiwan2012出演

### 映画
- 沖縄国際映画祭（友友友友友）出演（2012年）

### ラジオ番組
- ABYSS小林優美の超女子高校生大図鑑（AM全国6局ネット、1997年 - 1999年）
- ASIA HIT（亞洲廣播網、2004年）

## MTV
孔令奇「來看你」ヒロイン役